# Linda Fiorentino
 Der er for få eller ingen kildehenvisninger i denne artikel, hvilket er et problem. Du kan hjælpe ved at angive troværdige kilder til de påstande, som fremføres i artiklen.

Clorinda "Linda" Fiorentino (født 9. marts 1958) er en amerikansk skuespillerinde. Hun er kendt for sine roller i film som Dogma, Vision Quest, Men in Black, Efter fyraften og The Last Seduction.

## Liv og karriere
Fiorentino blev født i Philadelphia, Pennsylvania. Fiorentino har italiensk-amerikansk katolsk baggrund. Hun dimitterede fra Washington Township High School i Sewell, New Jersey og er afgangselev fra Rosemont College i forstæderne til Philadelphia. Hun har studeret fotografi siden 1987 på International Center of Photography i New York City. 
Hun var gift med direktør John Byrum for en tid, men de blev skilt i 1993. Hun er stadig meget tæt på Byrums børn. Hun opholder sig typisk i Westport, Connecticut eller New York City.
Fiorentino fik sin første professionelle rolle i 1985, da hun medvirkede i Vision Quest.
Hun arbejdede senere sammen med instruktøren John Dahl i filmen Unforgettable. Hendes medspiller fra Gotcha!, Anthony Edwards, har også instrueret hende i en af hans film.

## Filmografi
- Vision Quest (1985) – Carla
- Gotcha! (1985) – Sasha
- Efter fyraften (1985) – Kiki Bridges
- Wildfire (1988) – Kay
- The Moderns (1988) – Rachel
- Strangers (1991) – Helen
- Shout (1991) – Molly
- Queens Logic (1991)
- Chain of Desire (1992) – Alma D'Angeli
- Beyond the Law (1992) – Renee Jason
- The Last Seduction (1994) – Bridget Gregory/Wendy Kroy
- The Desperate Trail (1994) – Sarah O'Rourke
- Jade (1995) – Trina Gavin
- Unforgettable (1996) – Dr. Martha Briggs
- Larger than Life (1996) – Terry Bonura
- Men in Black (1997) – Dr Laurel Weaver/"L"
- Body Count (1998) – Natalie
- Dogma (1999) – Bethany Sloane
- Ordinary Decent Criminal (2000) – Christine Lynch
- What Planet Are You From? (2000) – Helen Gordon
- Where the Money Is (2000) – Carol MacKay
- Liberty Stands Still (2002) – Liberty Wallace
- Once More with Feeling (2009) – Lydia